# Ruby Hartley
Ruby Hartley (* 9. November 1998) ist eine britische Schauspielerin.

## Leben
Hartley besuchte die Boringdon Primary School und wirkte bereits als Kinderdarstellerin in verschiedenen Theaterstücken des Theatre Royal Plymouth und an der Plymkids Theatre Company mit. Weitere Rollen übernahm sie etwa in den Stücken Machinal, Hedda Gabler und Rage für die The Richard Burton Theatre Company. 2019 machte Hartley ihren Abschluss an der Royal Welsh College of Music & Drama. Von 2020 bis 2022 stellte sie die Rolle der Stiorra, Tochter des Hauptcharakters Uhtred von Bebbanburg gespielt von Alexander Dreymon, in 16 Episoden des Netflix Originals The Last Kingdom dar. Es war ihre erste Schauspieltätigkeit für die Filmindustrie.

## Filmografie (Auswahl)
- 2020–2022: The Last Kingdom (Fernsehserie, 16 Episoden)

## Theater (Auswahl)
- Machinal, Regie: Sean Linnen, The Richard Burton Theatre Company
- Hedda Gabler, Regie: Chelsea Walker, The Richard Burton Theatre Company
- Rage, Regie: Elle While, The Richard Burton Theatre Company